# Podoleni
Podoleni es una comuna ubicada en el distrito de Neamț, Rumania.

## Superficie
Posee una superficie de 40,17 kilómetros cuadrados.

## Demografía
Hasta 2021 la población era de 3911 habitantes, con una densidad de población de 97,36 habitantes por kilómetro cuadrado.